# Al Pitrelli
Al Pitrelli (født 29. september 1962 i New York) er en amerikanske guitarist, bedst kendt for sit arbejde med Trans-Siberian Orchestra, Megadeth, Savatage, Blue Öyster Cult og O2L. 

## Diskografi

### MedAlice Cooper
- Alice Cooper Trashes The World (1990)
- Classicks (1995)

### MedAsia
- Aqua (1991)
- Aria (1993)

### MedMax Bacon
- From the Banks of the River Irwell (2002)

### MedDanger Danger
- Rare Cuts (2003)

### MedCoven, Pitrelli, Reilly (CPR)
- CPR (1992)

### MedMegadeth
- Capitol Punishment
- The World Needs a Hero (2001)
- Behind the Music (2001)
- Rude Awakening (2002)
- Still Alive... and Well? (2002)
- Greatest Hits: Back to the Start (2005)
- Arsenal of Megadeth (2006)
- Warchest (2007)
- Anthology: Set the World Afire (2008)

### MedSavatage
- Dead Winter Dead (1995)
- The Wake of Magellan (1998)
- Poets and Madmen (2001)

### MedTrans-Siberian Orchestra
- Christmas Eve and Other Stories (1996)
- The Christmas Attic (1998)
- Beethoven's Last Night (2000)
- The Lost Christmas Eve (2004)
- Night Castle (2009)

### MedWidowmaker
- Blood and Bullets (1992)
- Stand by for Pain (1994)

### MedVertex
- Vertex (1996)

### MedGuitar Battle
- Guitar Battle (1998)

## Fodnoter
Skabelon:Trans-Siberian Orchestra
Skabelon:Savatage